# Sân vận động Vicente Calderón
Sân vận động Vicente Calderón (tiếng Tây Ban Nha: Estadio Vicente Calderón, [esˈtaðjo βiˈθente kaldeˈɾon]) là sân nhà của Atlético Madrid kể từ khi hoàn thành vào năm 1966 đến năm 2017, với sức chứa 54.907 người và nằm trên bờ Manzanares, thuộc quận Arganzuela của Madrid, Tây Ban Nha. Ban đầu sân vận động này được gọi là Sân vận động Manzanares, nhưng sau đó được đổi thành Sân vận động Vicente Calderón, để vinh danh Chủ tịch lâu năm Vicente Calderón của họ.

## Lịch sử
Công việc xây dựng sân vận động mới để thay thế El Metropolitano ban đầu được bắt đầu vào năm 1959, nhưng đã phải dừng lại do các vấn đề tài chính. Cuối cùng sân được khánh thành vào năm 1966 với tên gọi Sân vận động Manzanares, được đổi tên thành Vicente Calderón vào năm 1972.

### Phá hủy
Trận đấu cuối cùng được tổ chức tại sân vận động diễn ra vào ngày 28 tháng 5 năm 2017, giữa đội Atlético bao gồm các cầu thủ quá khứ và hiện tại và World XI.

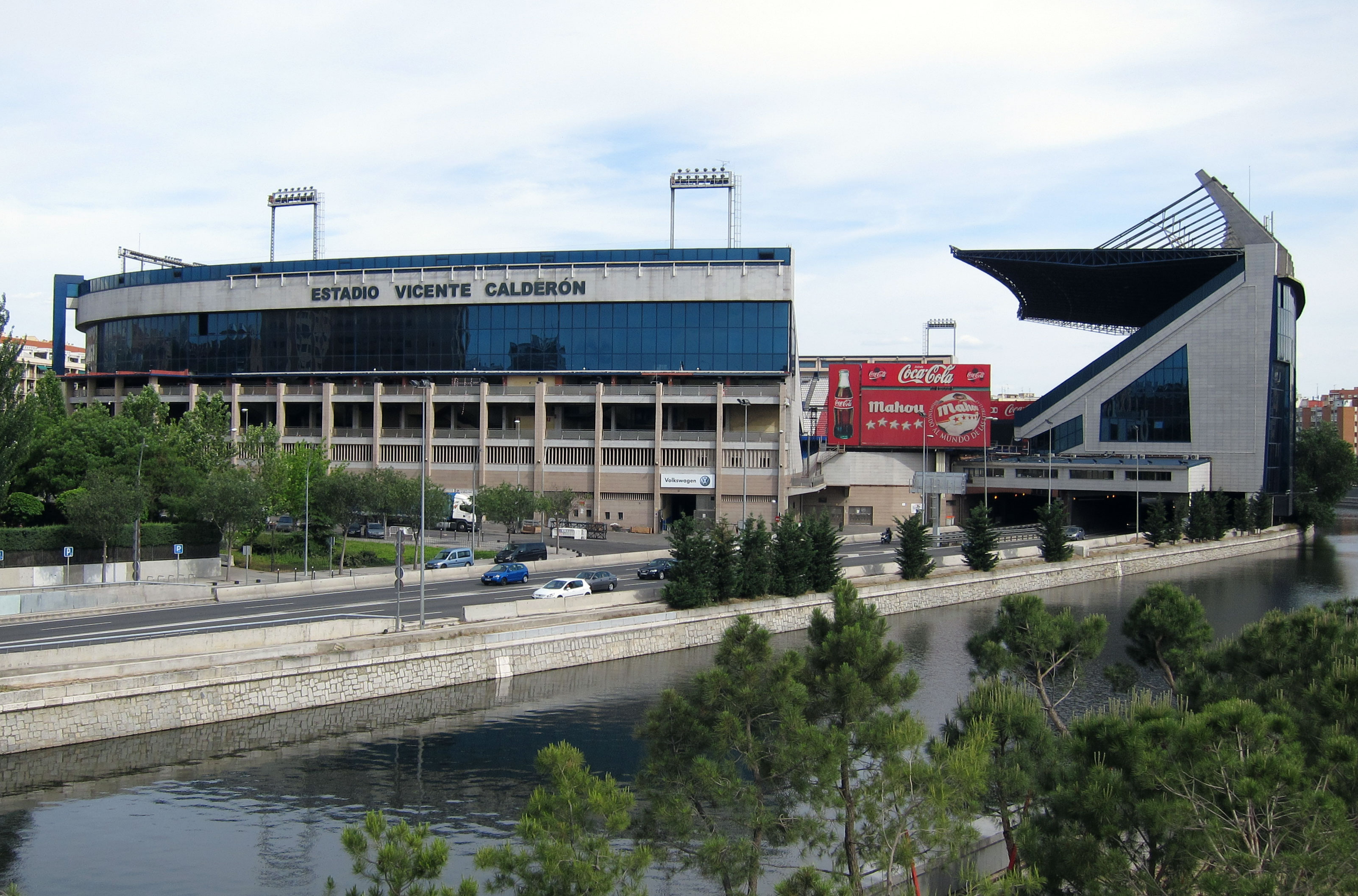
Quang cảnh bên ngoài sân vận động nhìn từ hướng Bắc.
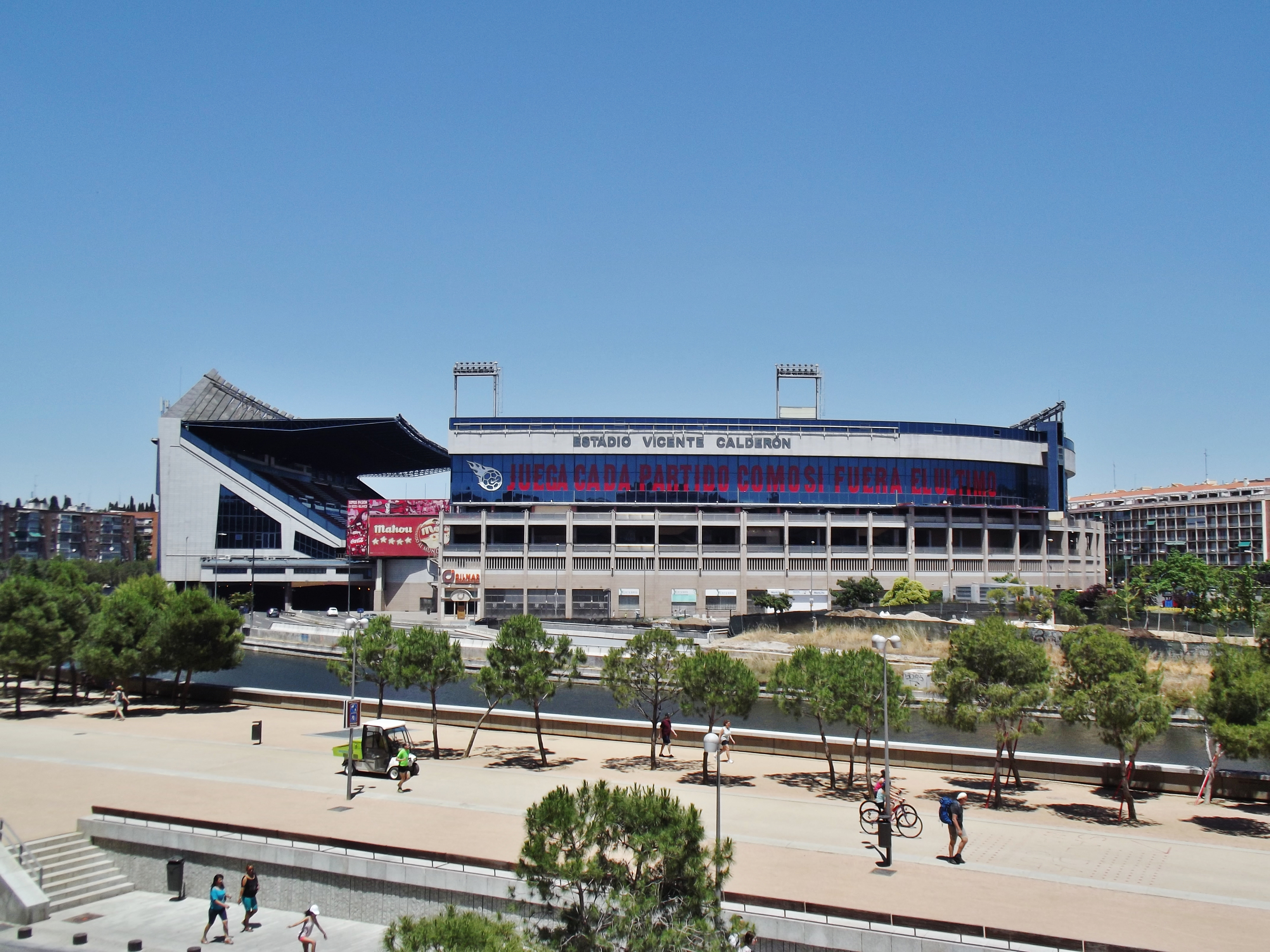
Quang cảnh bên ngoài sân vận động nhìn từ hướng Nam.
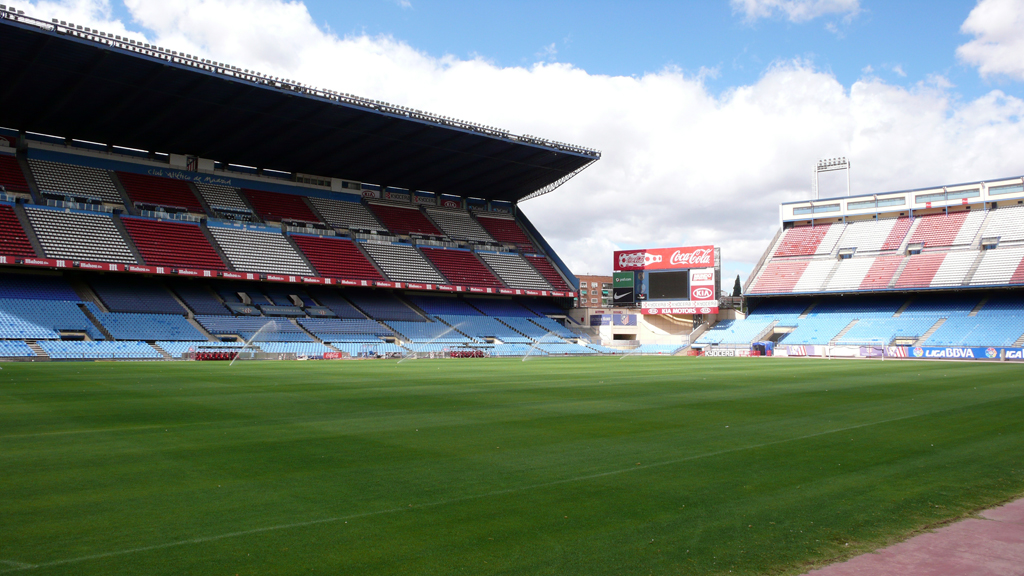
Quang cảnh bên trong sân vận động nhìn từ hướng Tây Bắc.
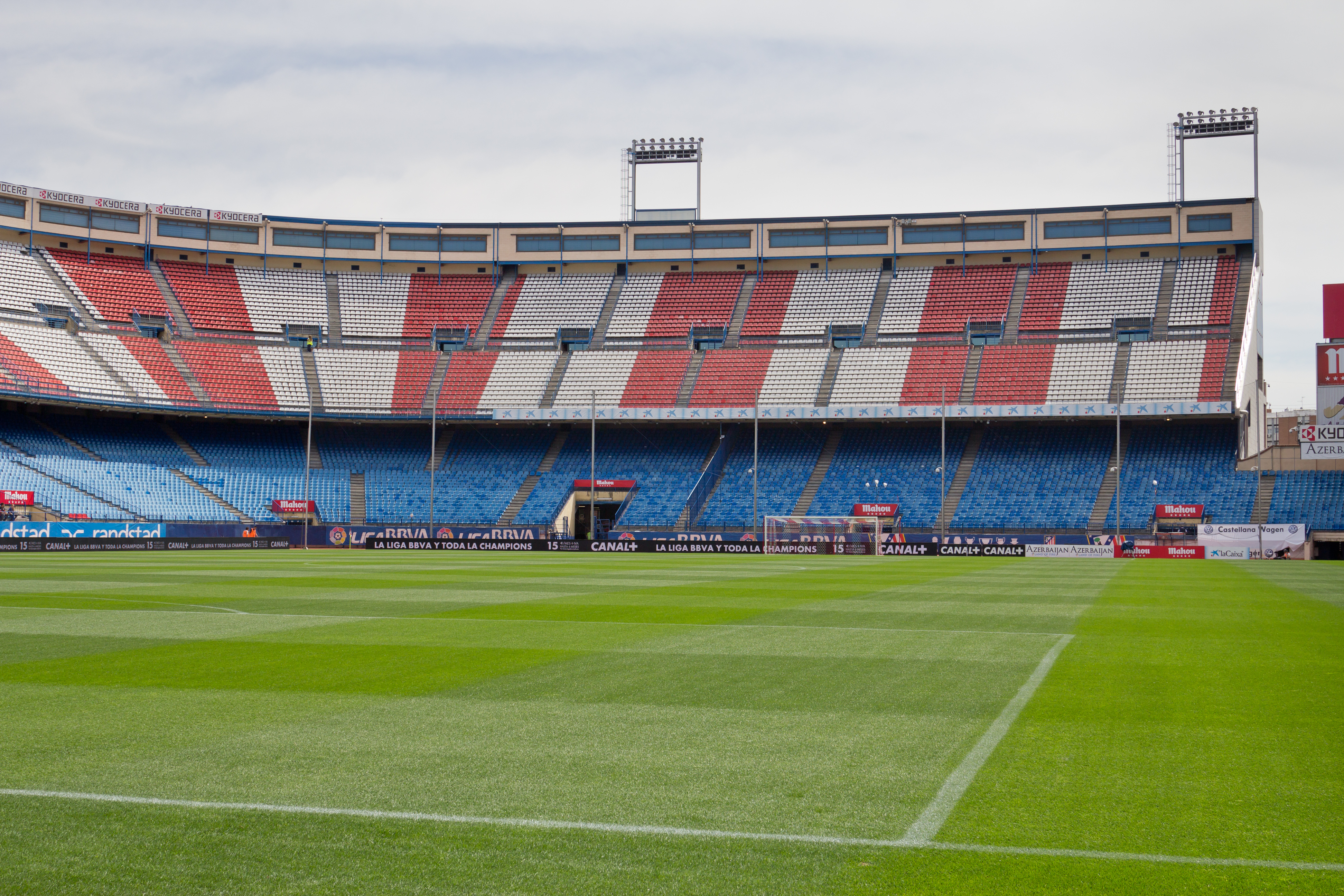
Khán đài phía Nam nhìn ra sân vận động.
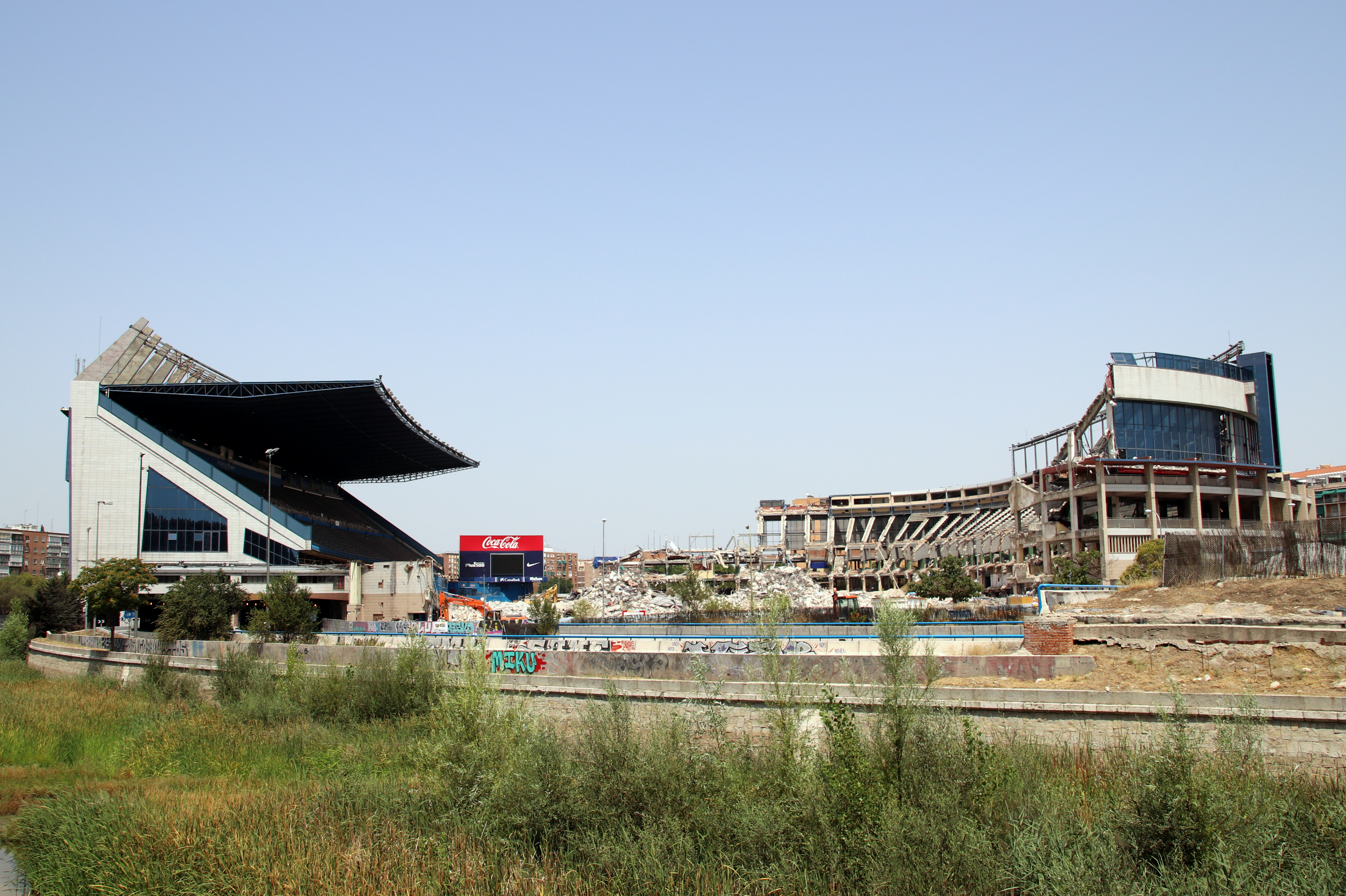
Phá dỡ sân vận động (tháng 7 năm 2019)

Vào ngày 23 tháng 9 năm 1992, ca sĩ Michael Jackson đã tổ chức một buổi hòa nhạc cháy vé trong khuôn khổ chuyến lưu diễn Dangerous World Tour của ông trước 54.907 người. Trong thời gian ở Madrid, ông đã đến thăm nhiều bệnh viện nơi những đứa trẻ bị bệnh cần được điều trị và giúp đỡ.

## Địa điểm
Sân vận động Vicente Calderón nằm trên bờ sông Manzanares. Ga tàu điện ngầm gần nhất với sân vận động là Pirámides, nằm trên Tuyến số 5.

## Chung kết Cúp Nhà vua Tây Ban Nha
Sân vận động đã tổ chức trận chung kết Cúp Nhà vua Tây Ban Nha (trước đây được gọi là Copa del Generalísimo) 14 lần:
1973 * 1974 * 1975 * 1977 * 1979 * 1981 * 1986 * 1989 * 1994 * 2005 * 2008 * 2012 * 2016 * 2017.

## Giải vô địch bóng đá thế giới 1982
Sân vận động đã tổ chức ba trận đấu trong Giải vô địch bóng đá thế giới 1982:
| Ngày                | Đội #1      | Kết quả | Đội #2      | Vòng            |
| ------------------- | ----------- | ------- | ----------- | --------------- |
| 28 tháng 6 năm 1982 | Áo          | 0–1     | Pháp        | Bảng 4 (Vòng 2) |
| 1 tháng 7 năm 1982  | Áo          | 2–2     | Bắc Ireland | Bảng 4 (Vòng 2) |
| 4 tháng 7 năm 1982  | Bắc Ireland | 1–4     | Pháp        | Bảng 4 (Vòng 2) |